# Curtiss-Wright XP-55

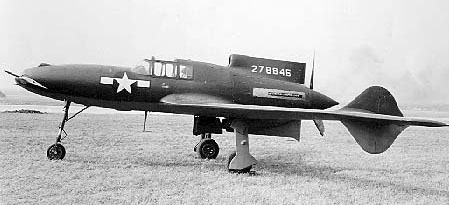
Zweiter Prototyp der Curtiss XP-55 Ascender

Die Curtiss XP-55 Ascender (Werksbezeichnung CW-24) war ein experimentelles Jagdflugzeug der Curtiss Airplane Division St. Louis des US-amerikanischen Herstellers Curtiss-Wright. Es handelt sich um einen sehr unkonventionellen Entwurf für ein Jagdflugzeug, das die Forderung nach möglichst guter Sicht für den Piloten bei gleichzeitig geringem Luftwiderstand und hoher Feuerkraft erfüllen sollte. Die XP-55 erreichte in der Ausschreibung, mit großem Rückstand zur XP-54, den zweiten Platz. Die CW-Bezeichnungsreihe (CW-1 bis CW-25) wurde lediglich vom Curtiss-Wright-Werk in St. Louis zwischen 1930 und dem Beginn des Zweiten Weltkriegs verwendet.

## Geschichte

### Konzeptentwicklung
Grundlage für die Entwicklung der XP-55 waren die Anforderungen des am 14. oder 27. November 1939 herausgegebenen Circular Proposal XC-622 (auch Air Corps Type Specification XC-622 genannt). Dort waren die folgenden Leistungswerte gefordert: Aufstieg auf 6100 m (20.000 ft) in 7 Minuten, eine Geschwindigkeit von 680 km/h (425 mph) in 4600 bis 6100 m (15.000 bis 20.000 ft), als Höchstgeschwindigkeit sollten 840 km/h (525 mph) anvisiert werden (dies wurde als theoretische Grenze für Propellerflugzeuge angesehen) und mindestens 1,5 Stunden Flugdauer. Der Einsatz sollte von einer unpräparierten 915 m (3000 ft) langen Landebahn, umgeben von 15 m (50 ft) hohen Hindernissen möglich sein. Am 20. Februar 1940 wurden diese Anforderungen um das Request For Data R40-C ergänzt. Um die ambitionierten Flugleistungen möglich zu machen, favorisierte das US Army Air Corps (USAAC) das Pratt & Whitney X-1800, nach anderen Quellen war dies das 1800 PS leistende Triebwerk Pratt & Whitney H-3130, das in späteren Ausbaustufen bis zu 3000 PS abgeben sollte. Die Forderungen in R40-C unterschieden sich von den üblichen Anfragen des War Department bei den Flugzeugherstellern insofern, dass hier direkt dazu aufgefordert wurde, Entwürfe außerhalb der bisherigen Konventionen auszuarbeiten. 
Das Air Corps wählte fünf Konzepte (Bell XP-52/XP-59, Vultee XP-54, Curtiss XP-55 und Northrop XP-56) für die nachfolgende Entwicklung aus, später kam noch als sechstes Muster die XP-67 hinzu. Die Arbeiten wurden bis zu unterschiedlichen Entwicklungsstadien weiterverfolgt, aber nur drei Entwürfe führten zu fliegenden Maschinen. 
Die Curtiss Airplane Division von Curtiss-Wright in St. Louis unterbreitete Vorschläge für ein Flugzeug mit drei potentiellen Triebwerksalternativen. Die Army wählte das Konzept P-249C mit dem 1600 PS leistenden Continental IV-1430-3 und gegenläufig drehenden Propellern aus. Die P-249C hatte einen Druckpropeller, weit hinten angebrachte gepfeilte Tragflächen und an den Flächenspitzen angebrachte Endscheiben als Seitenruder. Das frei bewegliche Pendelhöhenruder am Bug verlieh dem Entwurf das Aussehen eines Entenflugzeuges. Diese sind jedoch gegenüber der XP-55-Auslegung durch eine feststehende Bug-Ruderflosse mit Höhenruder definiert. Hier war der Steuerknüppel mit Trimmflächen an der Hinterkante des Höhenruders verbunden. Diese wurden nur beim Start betätigt, während des Flugs konnte die Fläche frei drehen. Die vorgesehene Bewaffnung bestand, im Bug konzentriert, aus einem 0.30-cal MG, zwei 0.50-cal MGs und einer 37-mm-Maschinenkanone. Die Spannweite sollte 9,85 m und die Länge 7,78 m betragen. 
Der Vertrag für die Konstruktion und erste Windkanalversuche für die XP-55 (Model CW-24) wurde am 22. Juni 1940 unterzeichnet. Curtiss garantierte hierbei die hohen Leistungsanforderungen des XC-622 und R40-C, obwohl bis dahin lediglich Papierstudien durchgeführt waren. Die Windkanalergebnisse ergaben eine schlechte Flugstabilität und mangelhafte Steuerungseigenschaften, insbesondere bei Annäherung an die Abrissgeschwindigkeit. Die notwendigen Konstruktionsarbeiten zur Behebung dieser Missstände hätten sicher auch die Leistungswerte beeinflusst, sodass das Air Corps die Weiterbeauftragung von Curtiss hinauszögerte. 

### Versuchsflugzeug CW 24-B

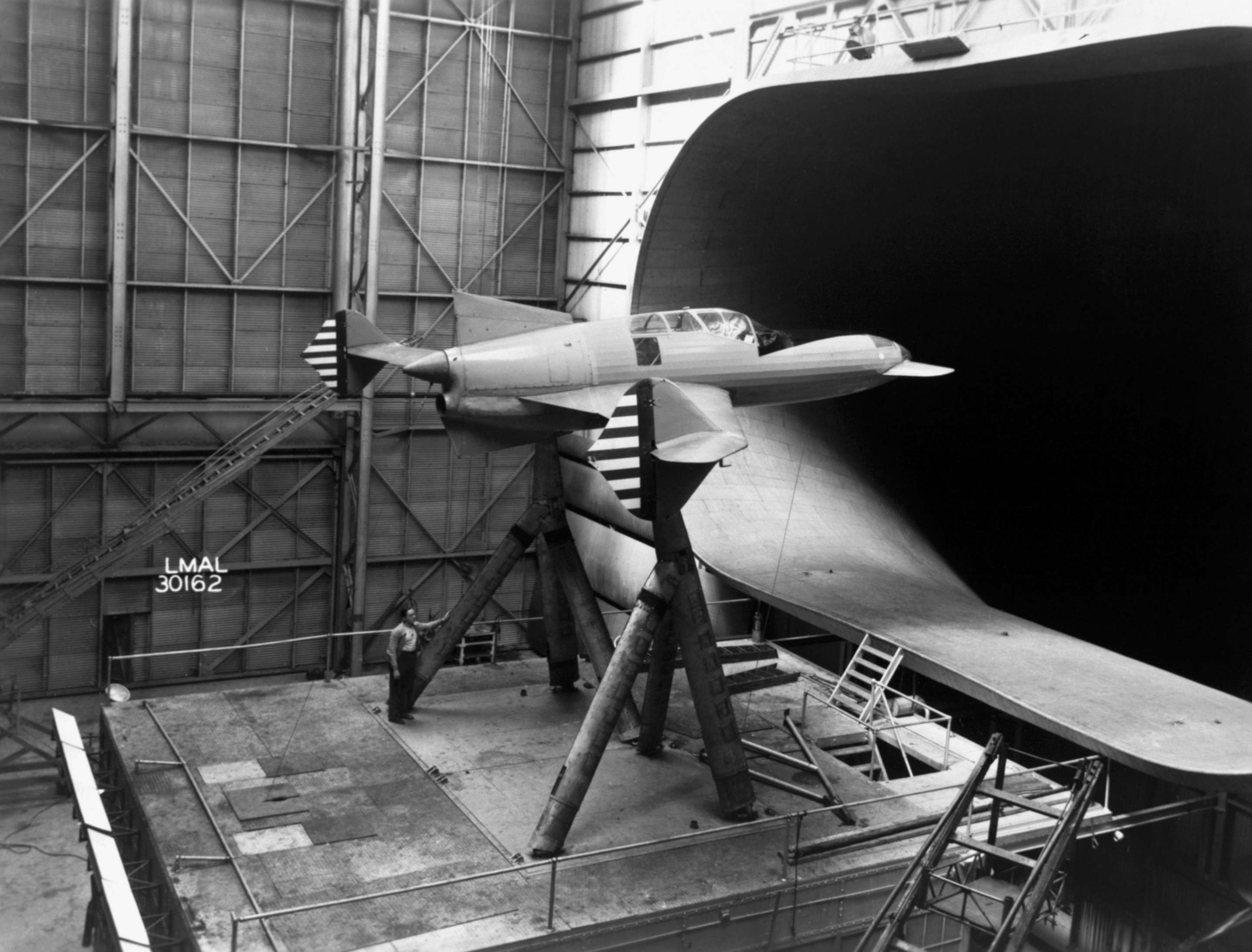
Die CW 24-B im Windkanal in Langley

Daraufhin beschloss das Werk die Arbeiten auf eigene Kosten weiterzuführen und ein vollmassstäbliches flugfähiges proof-of-concept-Modell zur Gewinnung zusätzlicher Flugdaten zu erstellen. Dieses Model 24-B genannte Versuchsflugzeug befand sich im letzten Baustadium, als Curtiss mit dem Air Corps am 28. November 1941 einen neuen Vertrag zur Weiterführung des Projekts abschließen konnte. 
Die CW 24-B hatte eine tragende Rumpfstruktur aus mit Stoff verkleideten geschweißten Stahlrohren. Die Tragfläche mit einer Spannweite von 11,16 m war in Holzbauweise ausgeführt, wobei die Pfeilung an der t/4-Linie 26,5° betrug. Die Länge war 8,36 m und das Fluggewicht lag bei 1640 kg. Anders als bei dem ursprünglichen P-249C-Entwurf waren bei der 24-B die Seitenleitwerke etwa bei der halben Spannweite angebracht. Die Außenbereiche der Flächen wiesen zur Verringerung der stall-Neigung ein deutliches Wash-Out auf. Das verkleidete Fahrwerk war nicht einziehbar. Die Besatzung bestand aus einem Piloten und einem Versuchsingenieur. Mit einem 275 PS leistenden Menasco C6S-5 Super Buccaneer als Antrieb war das Flugzeug jedoch untermotorisiert und erreichte lediglich 290 bis 320 km/h als Höchstgeschwindigkeit. 
Die CW 24-B (USAAC-Seriennr. 42-39347) flog zum ersten Mal am 2. Dezember 1941 auf dem Muroc Army Air Field. Bei den Versuchsflügen wurden u. a. die Fläche des Frontflügels um 25 % vergrößert und die Seitenleitwerke um 1,20 m nach außen verschoben. Im Endergebnis befanden sich diese Flächen als Endscheiben an den Tragflächenspitzen und wurden in der Funktion als Leitwerk unterstützt durch zwei niedrige Flossen über und unter der Triebwerksverkleidung. Später wurden noch Flächenverlängerungen außerhalb der Endscheiben installiert, um die Längsstabilität zu erhöhen. Bis Mai 1942 wurden 169 Flüge durchgeführt. Trudelversuche führte man anfangs nicht durch, da Versuche in einem senkrechten Windkanal mit einem Modell der CW 24-B im Maßstab 1:16 Hinweise auf ein nicht kontrollierbares Verhalten beim Flachtrudeln gab. Die CW 24-B brachte man danach zu eigenen Windkanalversuchen nach Langley.

### XP-55
Die Army bestellte am 10. Juli 1942 schließlich drei XP-55 Prototypen. Da das ursprünglich vorgesehene Triebwerk nicht verfügbar war, plante Curtiss das Allison V-1710-F16 mit 1250 PS, das ursprünglich für den Entwurf P-249A vorgesehen war, zu verwenden. Damit garantierte Curtiss die Leistungswerte 670 km/h als Höchstgeschwindigkeit in 5900 m, eine Steigleistung von 7,1 min auf 6100 m und eine Stunde als maximale Flugdauer. 
Nachdem bis dahin Don Berlin die Entwurfsarbeiten geleitet hatte, wurden die weiteren Konstruktionsarbeiten von George Augustus Page Jr. als Chefingenieur und E. M. „Bud“ Flesh als Chefkonstrukteur durchgeführt. Die Auslegung der XP-55 orientierte sich stark an der CW 24-B. Die Tragflächen mit einer Pfeilung von 28° auf der t/4-Linie (45° an der Flügelvorderkante) besaßen Querruder und Spreizklappen. Die vertikalen Flossen über und unter dem Triebwerk waren mit Lufteinlässen für die Kühlung des Motorraums (oben) und für einen Wärmetauscher (unten) ausgestattet. Die Propellerwelle trieb zusätzlich ein Gebläse zur Zwangskühlung an. An den Außenlaststationen konnten zwei Zusatztanks mit je 190 L mitgeführt werden. Der 3,05 m im Durchmesser messende Dreiblattpropeller konnte im Notfall für den Ausstieg des Piloten im Flug mittels Druckluft abgesprengt werden. 
Nach einer Besichtigung der Attrappe wurde als Triebwerk schließlich das 1275 PS leistende Allison V-1710-95 (F23R) ohne Turbolader und eine geringere Treibstoffkapazität gewählt. Das Gewicht stieg gegenüber dem ursprünglichen Konzept um 40 % auf 3600 kg. Die Bewaffnung bestand in der endgültigen Ausführung aus vier .50 cal-MGs.
Das Roll-out des ersten Prototyps (USAAF-Serienr. 42-78845) fand am 26. Juni 1943 statt. Nach Rollversuchen erfolgte der Erstflug am 13. oder 19. Juli 1943 (je nach Quelle) auf dem in der Nähe der Curtiss-Werke gelegenen Scott Field. Die Flugerprobung legte einige Probleme der XP-55 offen. So wurden beispielsweise sehr lange Startstrecken benötigt, was durch eine Vergrößerung des Höhenruders behoben werden sollte. Das Triebwerk neigte am Boden trotz verschiedener Änderungen an den Lufteinläufen zur Überhitzung. Innenbords der Querruder wurden Grenzschichtzäune installiert, um bei großen Anstellwinkeln den Strömungsverlauf auf den Tragflächen zu verbessern. Auf dem Lambert Field weitergeführte Testflüge zeigten generell ein gutes Flugverhalten, jedoch stürzte am 15. November bei Stalltests die Maschine ab. Das Verhalten des Flugzeugs beim Absturz ähnelte dem bereits bei den Modell-Trudeltests im Windkanal beobachteten Phänomen des stabilen vertikalen Flachtrudelns. Der Testpilot J. Harvey Gray konnte das Flugzeug verlassen. 
Als direkte Folge des Absturzes begann eine neue Serie von Windkanaluntersuchungen, die als Ergebnis zu einer Vergrößerung der Spannweite durch den Anbau von, mit den Querrudern verbundenen trailerons führten. Diese Änderung wurde bei der dritten Maschine (42-78847), die sich noch im Bau befand, direkt übernommen. Die zweite Maschine (42-78846) flog zum ersten Mal am 9. Januar 1944, gefolgt am 25. April vom dritten Prototyp. Dieser führte bald die unterbrochenen Stalltests weiter, wobei sich zeigte, dass eine Stallwarnung praktisch nicht existierte und die Maschine plötzlich abkippte und erst nach einem Höhenverlust von über 1000 m wieder abgefangen werden kann. Der daraufhin eingebaute Drucksensor, der einen Stick Shaker aktivierte, gehörte zu den ersten künstlichen Stallwarnungssystemen in einem Flugzeug. Eine einfache Lösung für den starken Höhenverlust beim Stall konnte jedoch nicht gefunden werden. 
Auch der zweite Prototyp erhielt im Herbst 1944 die Modifikationen der dritten Maschine. Die Testpiloten beschrieben zwar viele gute Eigenschaften der zweiten Maschine, bemängelten aber weiterhin, dass bis zur Serienreife noch viele Änderungen durchgeführt werden müssten. Nachdem das dritte Flugzeug Mitte Dezember 1944 zum Wright Field überführt worden war, stürzte es dort am 27. Mai 1945 bei einer Flugvorführung ab, wobei der Pilot und ein Zivilist am Boden ums Leben kamen.

### Entwicklungsende
Dass die Army die Stalleigenschaften der Ascender, auch mit der Warneinrichtung, bis zum Schluss als nicht akzeptabel beurteilte, führte neben den anderen nicht behobenen Mängeln, wie die lange Startstrecke, dem zu hohen Gewicht und den Kühlungsproblemen, Ende 1944 zur Einstellung jeder weiteren Entwicklung. Bis dahin waren Kosten von etwa 3,5 Mio. US-Dollar aufgelaufen.

## Konstruktion
Die XP-55 besitzt Canard-Flügel und einen Schubpropeller, was zur damaligen Zeit eine sehr unkonventionelle Konstruktion war. Der Motor befand sich hinter dem Cockpit und der Hinterkante der Tragfläche. Dies war einer der Gründe für deren starke Pfeilung. Die Tragflächen besaßen Querruder und Landeklappen, sowie, kurz vor den Enden angeordnet, die Seitenleitwerke, die je zur Hälfte nach oben und unten ragten. Das Höhenruder, ausgeführt als massenausgeglichenes Pendelruder mit gleichsinnig ausschlagenden Hilfsrudern, saß vorne am Bug. Das Fahrwerk war, erstmals bei der Firma, als Bugradfahrwerk mit Einzelrädern an jedem Federbein ausgelegt. Da der ursprünglich vorgesehene Motor von Pratt & Whitney X-1800 nicht verfügbar war, erhielten die drei Flugzeuge 12-Zylinder-Motoren Allison V-1710.

## Technische Daten
| Kenngröße                          | Daten                                                    |
| ---------------------------------- | -------------------------------------------------------- |
| Besatzung                          | 1                                                        |
| Länge                              | 9,01 m                                                   |
| Spannweite                         | 12,36 m                                                  |
| Höhe                               | 3,53 m                                                   |
| Flügelfläche                       | 21,8 m²                                                  |
| Flügelstreckung                    | 7,0                                                      |
| Leermasse                          | 2.882 kg                                                 |
| Startmasse                         | 3.597 kg                                                 |
| Startstrecke (über 15 m Hindernis) | 1500 m                                                   |
| Motor                              | 1 × V-12 Allison V-1710-95 mit 1275 PS (950 kW) Leistung |
| Höchstgeschwindigkeit              | 607 km/h in 5.200 m                                      |
| Dienstgipfelhöhe                   | 10.900 m                                                 |
| Reichweite                         | 1020 km bei 476 km/h (max. 2300 km)                      |
| Bewaffnung                         | 4 × .50-cal-(12,7-mm)-MGs                                |